# Cezerye

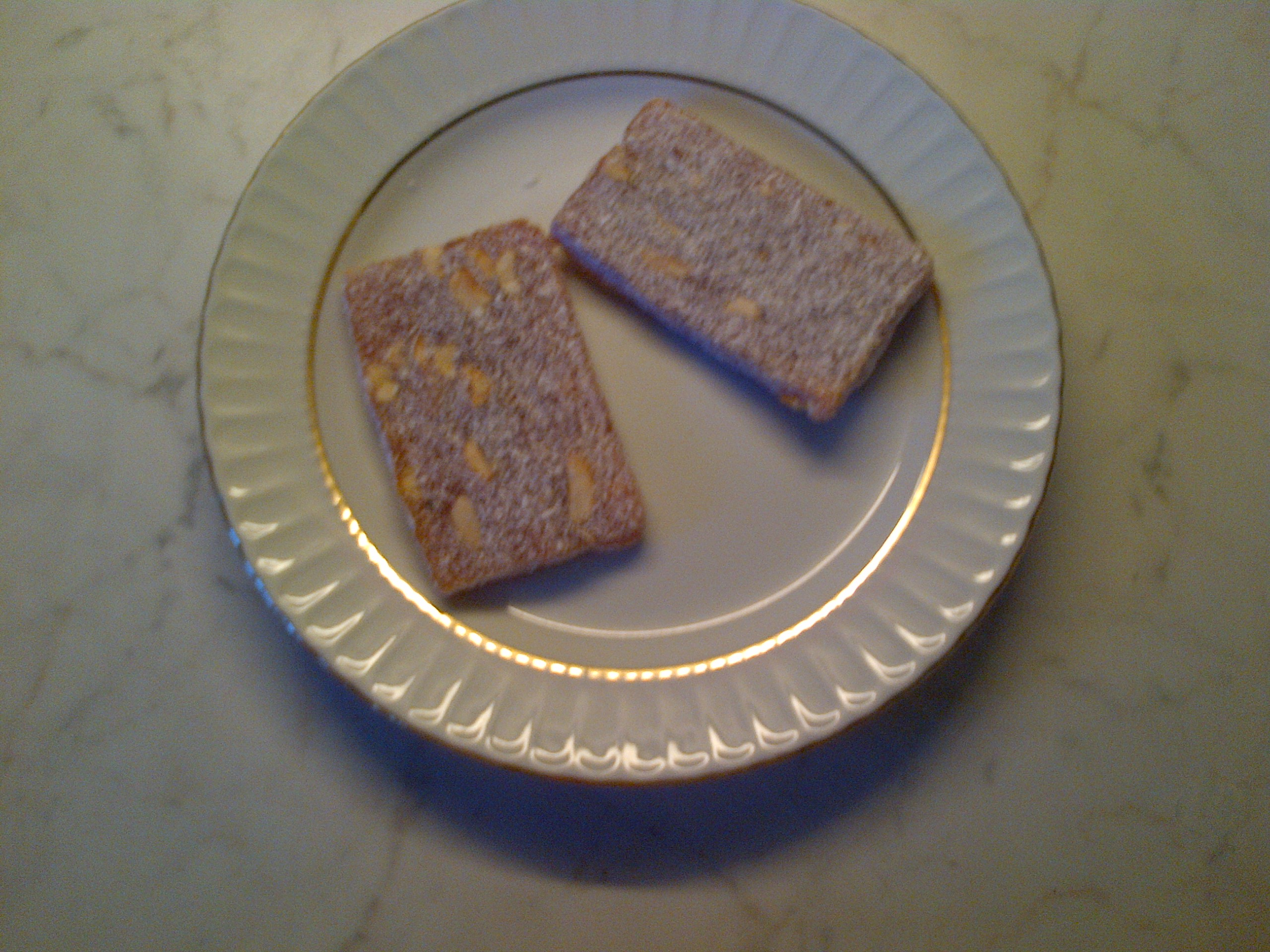
Cezerye amb cacauets

Cezerye és un dolç turc fet de pastanagues confitades (no melmelada) amb festucs, nous, avellanes o cacauets i cobert amb coco ratllat. La paraula cezerye ve de l'àrab cazriyye (جزريّة) que significa amb pastanaga/es.